# Club Esportiu Castelló 1993/94
La temporada 1993/94 va ser la 71a de la història del CE Castelló. Després de 25 anys jugant consecutius jugant a la Primera i Segona divisió, aquesta temporada el club va descendir per primer cop a la Segona divisió B.
Continuant la dinàmica decreixent en la qualitat de la plantilla, des de l'inici de la Lliga el club orellut va quedar a la part baixa de la classificació, on va romandre tota la temporada. El problemes per a fer gol foren el mal de cap més preocupant de la temporada, arribant la sequera golejadora fins als 794 minuts a l'equador de la competició. El retorn de Luiche no significà cap revulsiu, pel que la directiva hagué de cercar el colp d'efecte amb una campanya d'imatge que aconseguí que la ciutat es bolcara amb el club a les darreres jornades. Els resultats milloraren, cosa que va permetre a l'equip arribar al partit decisiu depenent d'ell mateix. Però a l'hora de la veritat el Compostela va endur-se la victòria del Nou Castàlia per 1-2, en un partit al voltant del qual no faltaren les especulacions. Llavors, als problemes esportius, es varen sumar els cada cop més evidents econòmics i una sensible davallada a les relacions amb els altres club i els poders de la província. Amb tot, el club quedava en una de les situacions més delicades de la seva història.
Curiosament, a la Copa varen estar a punt de donar una sorpresa majúscula. A la segona ronda els albinegres derrotaren el Sevilla, llavors líder a la Primera divisió, per 2-0 al Nou Castàlia. A la tornada, els sevillans patiren per aconseguir forçar la prórroga al temps afegit i, un copa allà, certificaren la remuntada amb gol de Davor Šuker.

## Plantilla

### Jugadors
| Núm. | Pos. |                      | Jugador          | Procedència       | Temporada |
| ---- | ---- | -------------------- | ---------------- | ----------------- | --------- |
|      | POR  | Andalusia            | Fernando         | Málaga            | 1992/92   |
|      | POR  | Catalunya            | Roca             | Benicarló         | 1992/93   |
|      | DEF  | Comunitat de Madrid  | Arranz           | Reial Madrid B    | 1993/94   |
|      | DEF  | País Valencià        | Carpio           | Yeclano           | 1992/93   |
|      | DEF  | Andalusia            | Domínguez        | Málaga            | 1992/93   |
|      | DEF  | País Valencià        | Estanis          | Vila-real         | 1993/94   |
|      | DEF  | Comunitat de Madrid  | Fernández Cuesta | Mérida            | 1993/94   |
|      | DEF  | Comunitat de Madrid  | Ricardo          | Sanluqueño        | 1992/93   |
|      | DEF  | Catalunya            | Salva Terra      | Tomelloso (c)     | 1992/93   |
|      | DEF  | Bòsnia i Hercegovina | Rade Tošić       | Mérida            | 1993/94   |
|      | DEF  | País Valencià        | Javi Valls       | Castelló B        | 1981/82   |
|      | MIG  | Astúries             | Fermín           | Oviedo            | 1991/92   |
|      | MIG  | País Valencià        | Manolo Herrero   | Sevilla           | 1991/92   |
|      | MIG  | Aragó                | Juan Carlos      | Sporting de Gijón | 1991/92   |
|      | MIG  | Brasil               | Mauricio         | Pontevedra        | 1990/91   |

| No. | Posició |                                | Jugador         | Procedència | Temporada |
| --- | ------- | ------------------------------ | --------------- | ----------- | --------- |
|     | MIG     | Aragó                          | Tejero          | Palamós     | 1992/93   |
|     | DAV     | Brasil                         | Dos Santos      | Vinaròs     | 1993/94   |
|     | DAV     | Plantilla:Country data Belarús | Igor Gurinovitx | Łódź        | 1993/94   |
|     | DAV     | País Valencià                  | Mateu           | Vila-real   | 1993/94   |
|     | DAV     | Catalunya                      | Ricky           | Palafrugell | 1993/94   |
|     | DAV     | Castella i Lleó                | Rojo            | Borriana    | 1991/92   |
|     | DAV     | Brasil                         | Vaguinho        | São Paulo   | 1993/94   |
|     | DAV     | Astúries                       | Villa           | Deportivo   | 1993/94   |
| F   | DEF     | País Valencià                  | Àlex            | Castelló B  | 1993/94   |
| F   | DEF     | País Valencià                  | Pepe García     | Castelló B  | 1992/93   |
| F   | MIG     | País Valencià                  | Adelantado      | Castelló B  | 1992/93   |
| F   | MIG     | País Valencià                  | Roqueta         | Castelló B  | 1991/92   |
| F   | MIG     | País Valencià                  | Sergi Cid       | Castelló B  | 1992/93   |
| F   | DAV     | País Valencià                  | Julio           | Almassora   | 1993/94   |
| F   | DAV     | País Valencià                  | Manu Irún       | Almassora   | 1993/94   |

- Mauricio té la doble nacionalitat brasilera i espanyola  .

#### Altes
| Núm. | Posició |                                    | Jugador          | Procedència            | Preu   | Mercat} |
| ---- | ------- | ---------------------------------- | ---------------- | ---------------------- | ------ | ------- |
|      | DEF     | Madrid                             | Arranz           | Reial Madrid B         | ?      | Estiu   |
|      | DEF     | País Valencià                      | Estanis          | Villarreal CF          | ?      | Estiu   |
|      | DEF     | Madrid                             | Fernández Cuesta | UP Mérida              | ?      | Estiu   |
|      | DEF     | Bosnia and Herzegovina (1992-1998) | Rade Tošić       | UP Mérida              | ?      | Estiu   |
|      | DAV     | Brasil                             | Dos Santos       | Vinaròs CF             | ?      | Estiu   |
|      | DAV     | Belarús                            | Igor Gurinovitx  | ŁKS Łódź               | ?      | Estiu   |
|      | DAV     | País Valencià                      | Mateu            | Villarreal CF          | ?      | Estiu   |
|      | DAV     | Astúries                           | Villa            | Deportivo de La Coruña | ?      | Estiu   |
|      | DAV     | Catalunya                          | Ricky            | FC Palafrugell         | ?      | Hivern  |
|      | DAV     | Brasil                             | Vaguinho         | São Paulo FC           | Cessió | Hivern  |

#### Baixes
| Núm. | Posició |                                    | Jugador         | Destinació          | Preu | Mercat |
| ---- | ------- | ---------------------------------- | --------------- | ------------------- | ---- | ------ |
|      | POR     | País Valencià                      | Fermín          | ?                   | ?    | Estiu  |
|      | DEF     | País Valencià                      | Arias           | Retirat             |      | Estiu  |
|      | DEF     | Catalunya                          | Robi            | Palamós CF          | ?    | Estiu  |
|      | DEF     | Euskadi                            | Zúñiga          | Racing de Ferrol    | ?    | Estiu  |
|      | MIG     | Croàcia                            | Mladenović      | HNK Rijeka          | ?    | Estiu  |
|      | MIG     | República Federal de Iugoslàvia    | Dragan Punisic  | SC Beira-Mar        | ?    | Estiu  |
|      | DAV     | Madrid                             | Guillermo       | Palamós CF          | ?    | Estiu  |
|      | DAV     | Bosnia and Herzegovina (1992-1998) | Emir Music      | ?                   | ?    | Estiu  |
|      | DAV     | Catalunya                          | Raúl            | Atlético Marbella   | ?    | Estiu  |
|      | DAV     | Andalusia                          | Valentín        | Córdoba CF          | ?    | Estiu  |
|      | DAV     | Belarús                            | Igor Gurinovitx | FC Ataka-Aura Minsk | ?    | Hivern |

### Cos tècnic
- Entrenador: Ciriaco Cano (fins a la jornada 21) i Luiche (des de la jornada 22).
- Secretari tècnic: Ciriaco Cano (des de la jornada 22).